# Force India VJM03
El Force India VJM03 es el monoplaza con el cual compite en la temporada 2010 de Fórmula 1 el equipo Force India. Es pilotado por Adrian Sutil y Vitantonio Liuzzi.

## Presentación
El VJM03 fue presentado por internet el día 9 de febrero de 2010. Posteriormente lo estrenó Vitantonio Liuzzi.

## Temporada 2010
El VJM03 tuvo un ilusionante debut en Baréin, sumando dos puntos gracias a Vitantonio Liuzzi. El italiano logró ser séptimo en la siguiente cita, en Melbourne; mientras que en Malasia, Adrian Sutil se desquita de su mala suerte logrando un excelente quinto lugar. En las siguientes carreras, Force India sigue siendo un habitual de los puntos, luchando incluso con los monoplazas punteros en algunas ocasiones. Sin embargo, a partir del Gran Premio de Alemania, el equipo indio entra en una espiral negativa que permite al Williams FW32 acercárseles peligrosamente en la clasificación.

## Resultados
(Clave) (negrita indica pole position) (cursiva indica vuelta rápida)
| Año  | Motor                   | Neu. | N.º | Pilotos           | 1   | 2   | 3   | 4   | 5   | 6   | 7   | 8   | 9   | 10  | 11  | 12  | 13  | 14  | 15  | 16  | 17  | 18  | 19  | Puntos | Pos. |
| ---- | ----------------------- | ---- | --- | ----------------- | --- | --- | --- | --- | --- | --- | --- | --- | --- | --- | --- | --- | --- | --- | --- | --- | --- | --- | --- | ------ | ---- |
| 2010 | Mercedes FO 108X 2.4 V8 | B    |     |                   | BHR | AUS | MYS | CHN | ESP | MON | TUR | CAN | EUR | GBR | GER | HUN | BEL | ITA | SIN | JPN | RCO | BRA | ABU | 68     | 7º   |
| 2010 | Mercedes FO 108X 2.4 V8 | B    | 14  | Adrian Sutil      | 12  | Ret | 5   | 11  | 7   | 8   | 9   | 10  | 6   | 8   | 17  | Ret | 5   | 16  | 9   | Ret | Ret | 12  | 13  | 68     | 7º   |
| 2010 | Mercedes FO 108X 2.4 V8 | B    | 15  | Vitantonio Liuzzi | 9   | 7   | Ret | Ret | 15≠ | 9   | 13  | 9   | 16  | 11  | 16  | 13  | 10  | 12  | Ret | Ret | 6   | Ret | Ret | 68     | 7º   |

- ≠ El piloto no acabó el Gran Premio, pero se clasificó al completar el 90% de la distancia total.